# 山東省語言文字工作委員會
山東省语言文字工作委员会，簡稱山東省語委，主管山東省的語言文字工作。2004年，办公室主任尹建国。